# آوسی
آوسی (به فرانسوی: Avessé) یک کمون در فرانسه است که در canton of Brûlon واقع شده‌است. آوسی ۱۸٫۷۲ کیلومتر مربع مساحت دارد.